# Stara Huta (powiat łukowski)
Stara Huta – wieś w Polsce położona w województwie lubelskim, w powiecie łukowskim, w gminie Wola Mysłowska.
W latach 1975–1998 miejscowość należała administracyjnie do województwa siedleckiego.
Wieś stanowi sołectwo w gminie Wola Mysłowska. Według Narodowego Spisu Powszechnego z roku 2011 wieś liczyła 251 mieszkańców.
Wierni Kościoła rzymskokatolickiego należą do parafii pod wezwaniem Niepokalanego Serca Najświętszej Maryi Panny w Wilczyskach.